# RNA decoy
Gli RNA decoy sono una serie di oligodesossiribonucleotidi che fungono da protettori dell'RNA messaggero, ovvero della molecola che ha il compito di portare al resto della cellula il messaggio contenuto nel DNA per la sintesi delle proteine.
L'RNA decoy sarebbe costituito da sequenze non codificanti di RNA e avrebbe la funzione di proteggere l'mRNA da parte dei microRNA, altre molecole di RNA non codificante coinvolte nei controlli controlli post-trascrizionali, che possono legarsi agli mRNA, inattivandoli.
La scoperta è dell'Università della Sapienza di Roma ed è stata pubblicata sulla rivista scientifica Cell nell'ottobre del 2011.

## Distrofia di Duchenne
Durante il differenziamento muscolare viene prodotto un particolare RNA decoy, il linc-MD1, che permette la corretta sintesi proteica: nei soggetti colpiti da distrofia muscolare di Duchenne si evidenzia però una carenza di questo fattore, che potrebbe quindi favorire l'alterazione del messaggio degli mRNA e quindi la non corretta sintesi del tessuto muscolare.